# Pianta monumentale

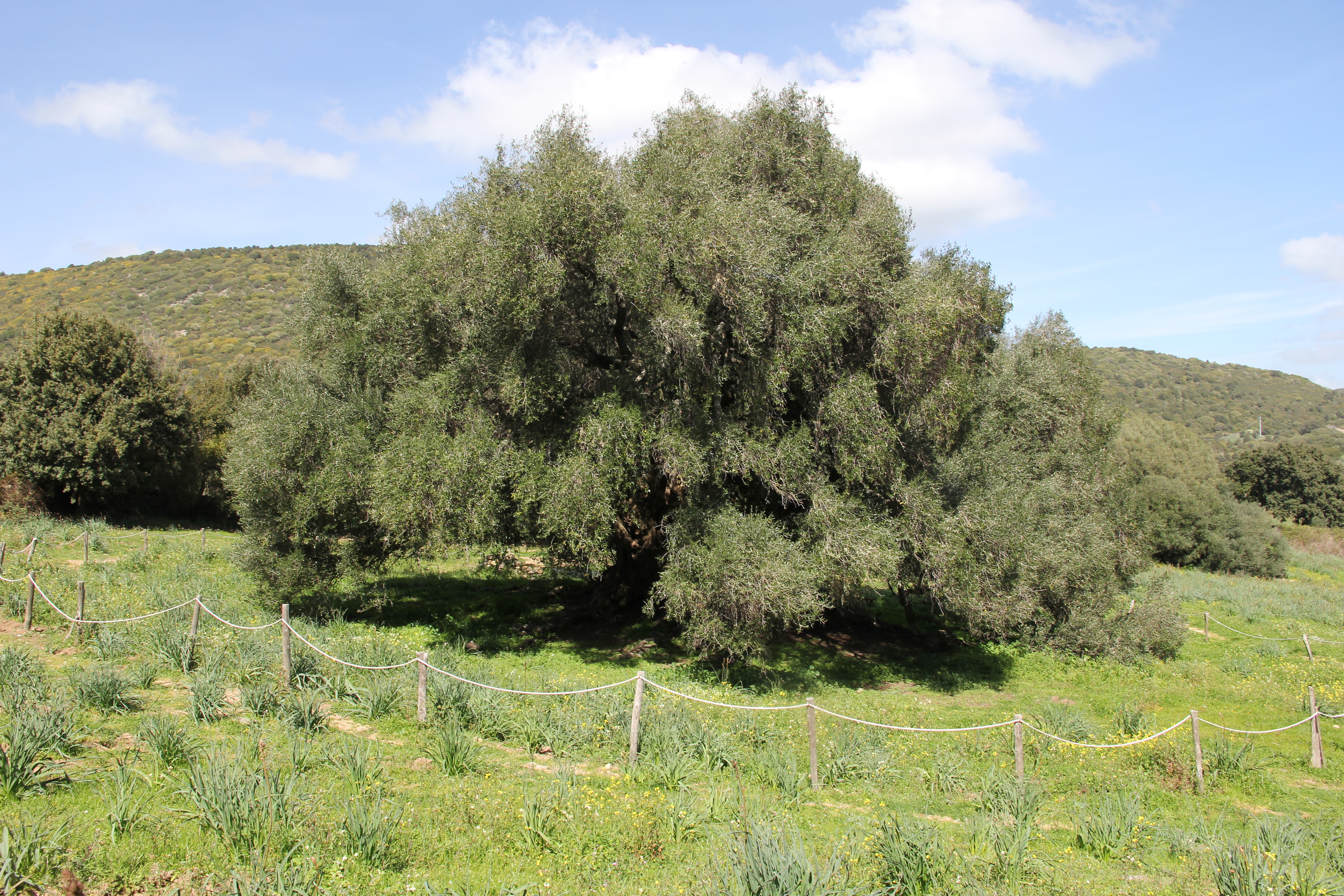
Uno degli olivastri di Luras (SS), considerati tra i più longevi d'Europa

Per pianta o albero monumentale si intende un soggetto vegetale di particolare valore paesaggistico, naturalistico, monumentale, storico e culturale, in genere ufficialmente repertoriato per alcune sue particolarità.

## Caratteristiche
Tra i requisiti che vengono presi in considerazione per definire monumentale un albero possono esser citati:
- dimensioni: la pianta deve avere dimensioni molto grandi per la specie oppure maggiori rispetto agli altri individui della stessa specie presenti nell'area esaminata;
- longevità: in qualche caso, piante vecchissime possono non raggiungere dimensioni eccezionali; se si riesce a sapere o capire che una pianta è molto longeva, essa va considerata monumentale;
- requisiti storici: sono da considerare monumentali tutte le piante legate ad un evento storico rilevante;
- rarità: una pianta, o un gruppo di piante, molto rare in generale oppure in un certo territorio, hanno un grande valore biologico;
- requisiti paesaggistici e storico-architettonici (complessi monumentali): sono interessanti tutte le piante che hanno rilievo nel paesaggio e nelle aree importanti sotto il profilo storico e architettonico; anche complessi di piante, che prese singolarmente non sarebbero molto interessanti, possono avere valore monumentale (per esempio, le siepi dei giardini storici).

Al di là dei requisiti che li caratterizzano, gli alberi monumentali possono svolgere specifiche funzioni:
- banche dati: alberi antichi possono fornire serie cronologiche molto lunghe per chi studia il clima del passato;
- banche di germoplasma: una pianta molto longeva o di grandi dimensioni è adatta all'ambiente e resiste alle avversità, quindi può essere usata come pianta da seme o per prelevarne materiale per la riproduzione vegetativa;
- funzione didattica: i requisiti stessi degli alberi monumentali fanno sì che essi siano assai interessanti per studenti e studiosi;
- funzione turistica: gli alberi monumentali possono divenire oggetto di turismo da parte di tutti gli appassionati del verde;
- funzione ecologica di protezione: si noti l'importanza dei grandi alberi nelle zone ad agricoltura intensiva, che diventano rifugio per la piccola fauna oppure sede di un grande numero di organismi (funghi, licheni, insetti, ecc.).

## Tutela legislativa
In diversi paesi del mondo gli alberi monumentali vengono tutelati, oltre che dalla consuetudine o dalla sensibilità dei proprietari dei fondi sui quali sono collocati, anche dalla legge.

### Francia
In Francia la tutela degli arbres remarquables è oggi tra le competenze dell'ONF (Office national des forêts). Un primo censimento degli alberi monumentali contenuti nelle foreste demaniali data 1911, ma un lavoro sistematico a livello nazionale è stato poi ripreso dall'ONF a partire dal 1996. In quella occasione furono repertoriati 296 soggetti arborei di interesse nazionale e 2048 soggetti di interesse locale, dipartimentale o regionale.

### Italia

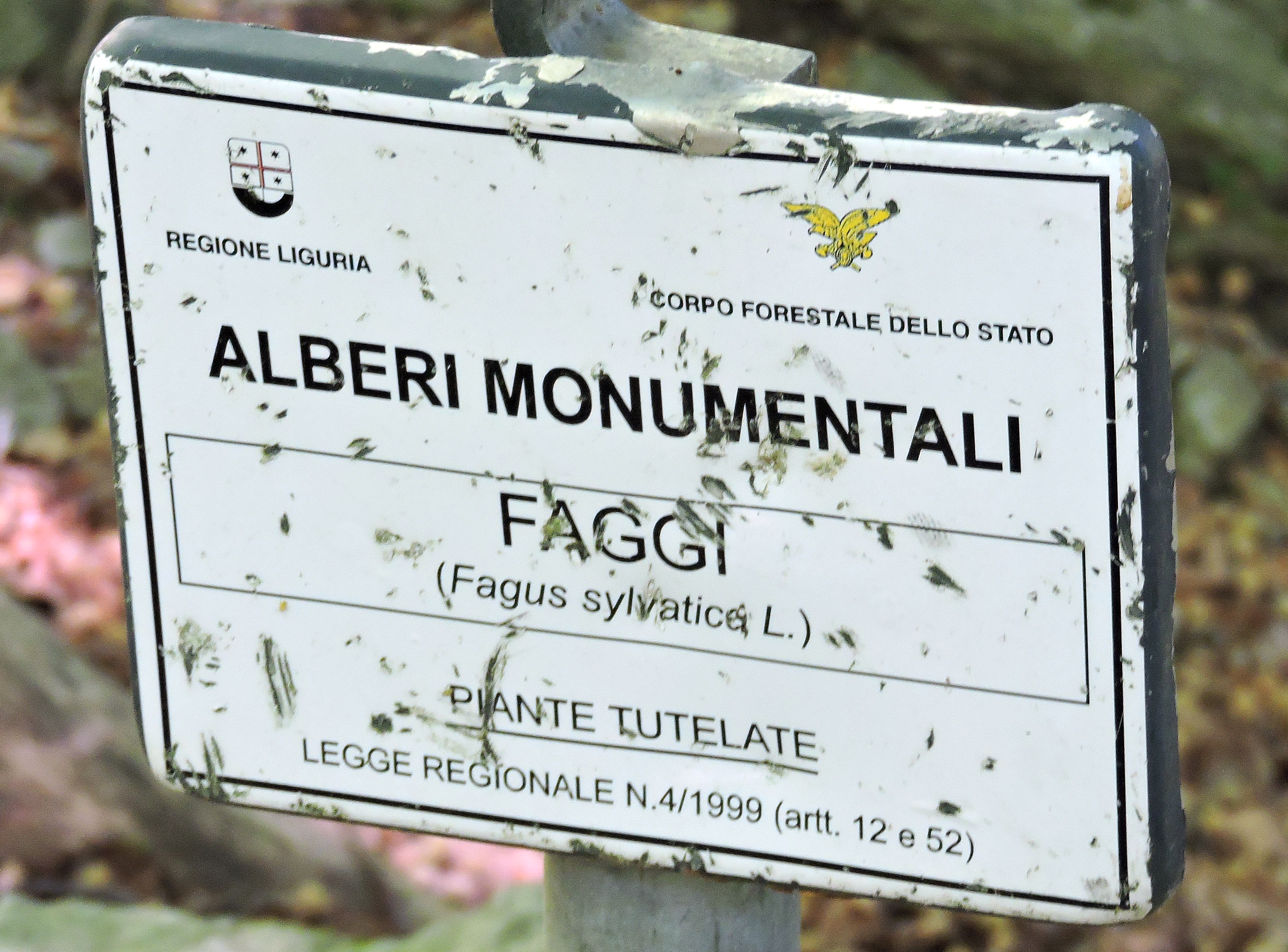
Protezione con legge regionale di un gruppo di faggi monumentali presso la colla di San Giacomo

In Italia i criteri generali per la definizione degli alberi monumentali sono stati definiti da alcuni articoli della legge n. 10 del 14 gennaio 2013 Norme per lo sviluppo degli spazi verdi urbani, la quale tra l'altro stabilisce l'obbligatorietà per ogni comune di censire i propri alberi monumentali. A livello attuativo di dettaglio sono invece le regioni ad avere la competenza sulla materia, che di solito attuano anche con l'adozione di specifiche leggi regionali.

### Spagna

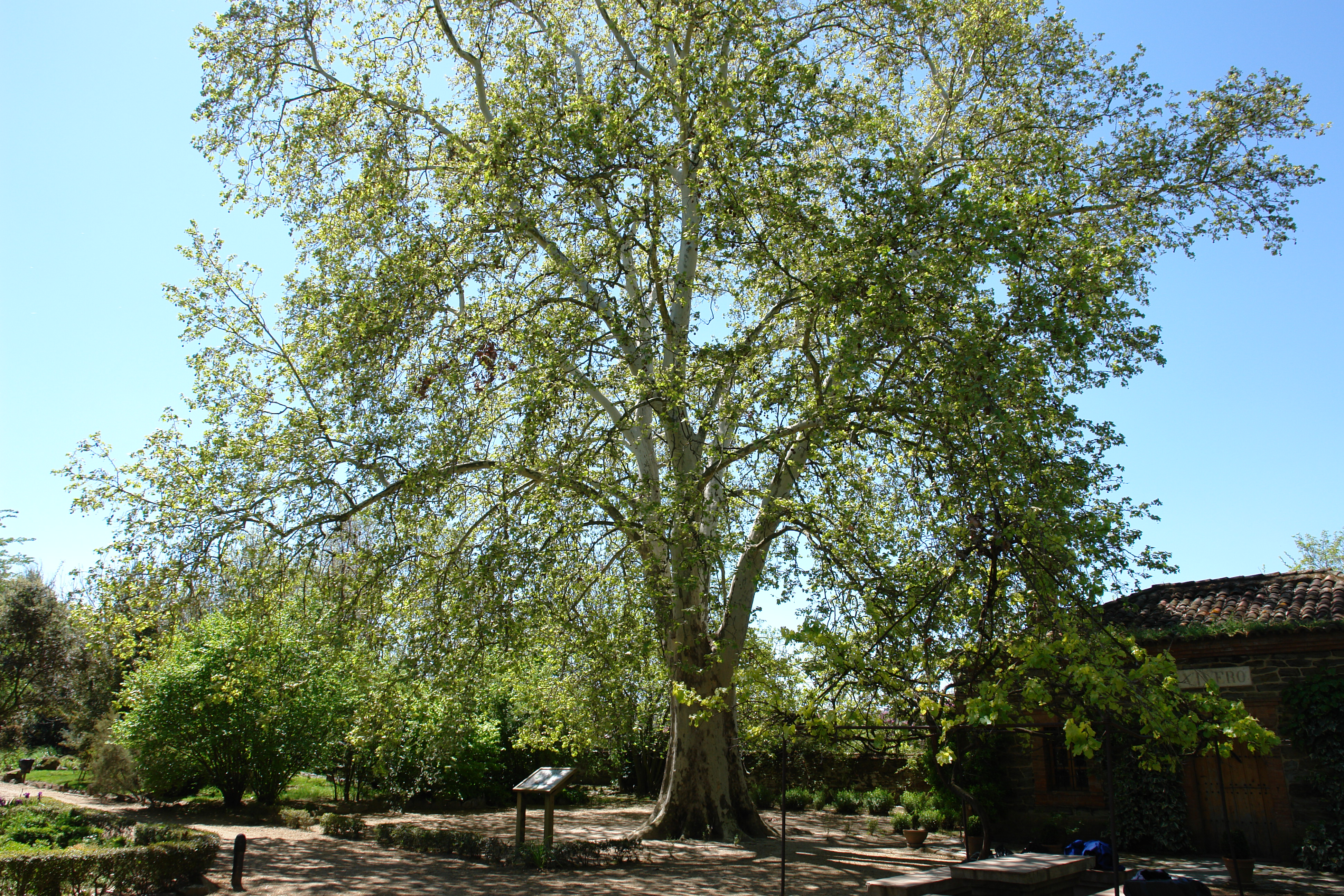
Un platano del giardino botanico di Coria dichiarato Árbol singular

In Spagna è vietato abbattere o danneggiare un albero dichiarato monumentali (Árbol singular). La legge stabilisce sanzioni per chi infrange le norme di protezione danneggiando tali alberi. Attorno a questi esemplari devono essere stabilite zone di rispetto, la cui estensione varia in base al tipo di paesaggio, alle caratteristiche della specie, ai potenziali pericoli per gli esemplari tutelati e ad altri fattori.  In varie comunità autonome sono stare stabilite leggi locali e cataloghi di alberi monumentali: in Cantabria nel 1984, nelle Baleari nel 1991, nella Comunità di Madrid nel 1992, nei Paesi Baschi nel 1995, in Extremadura nel 1998, nella Rioja nel 1999, in Castiglia e León nel 2003, in Aragona nel 2004 e nella Comunità Valenciana nel 2006. I registri degli alberi monumentali sono aperti, nel senso che possono essere continuamente aggiornati con l'aggiunta di nuovi esemplari considerati degni di tutela o l'eliminazione di quelli che muoiono.

## Alberi monumentali in Italia
Secondo le stime del Corpo forestale, sono circa 22.000 gli alberi monumentali d’Italia, da querce millenarie al più antico platano. Tra questi, più di 2.000 sono stati dichiarati di "grande interesse" e 150 di "eccezionale valore storico o monumentale". La Sardegna è la regione con il numero maggiore di alberi monumentali di grande interesse: sono 400, concentrati maggiormente nella subregione barbaricina dell'Ogliastra.
A livello nazionale alcuni esemplari degni di nota sono:
- Tassi del Tedderieddu (Taxus Baccata) nel Gennargentu territorio di Arzana in Ogliastra, considerati i tassi più antichi d'Europa.
- Vite millenaria di Biladestu (Vitis vinifera) nel Supramonte territorio di Urzulei in Ogliastra, considerata la vite più antica d'Europa.
- Olivastro di Santa Maria Navarrese (Olea europea) nel territorio di Baunei in Ogliastra, considerata tra gli alberi più grandi in Sardegna, misura una conferenza di 8,40 metri, misurata a 1.30 metri dal suolo.
- Ulivi millenari in Sardegna (S'Ozzastru), Santo Baltolu di Carana (provincia di Olbia-Tempio). Sulle rive del lago di Liscia, nel comune di Luras, a circa 12 chilometri dal centro, accanto alla chiesa di San Bartolomeo vi è un esemplare che ha una circonferenza di 20 metri e un’altezza di circa 14 metri; secondo gli studi ha un'età compresa tra i 3000 e i 4000 anni (era degli egizi), che lo renderebbe uno degli alberi più antichi d'Europa[9] e, secondo alcuni, il più longevo del mondo[10].
- Roverella del Passo di Treia (Quercus pubescens) nel comune di Treia in provincia di Macerata. Si trattava di un esemplare di roverella che con la sua età approssimativa di 450 anni ed un'altezza di 23 metri è stata la quercia più imponente delle Marche.
- Tasso di Fonte Avellana (Taxus baccata), situato nei pressi del monastero di Fonte Avellana, nel comune di Serra Sant'Abbondio in provincia di Pesaro e Urbino, uno dei tassi più grandi d'Italia.
- Albero del Piccioni (o Albero del Piccione) è un platano (Platanus orientalis L.) che si trova a circa 3 km dalla provincia di Ascoli Piceno.
- Platano dei Cento Bersaglieri (Platanus orientalis) a San Martino Platano, Caprino Veronese (provincia di Verona). Piantato nel 1400 circa, ha una circonferenza di circa 15 metri e viene chiamato con questo nome perché nelle sue fronde si nascosero 100 soldati durante un'operazione dell'esercito italiano nel 1937.
- Gli imbronciati, platani bicentenari della specie ibrida Platanus x acerifolia, Campiglione Fenile. Anche una farnia, pini neri, il più grande liriodendro della regione Piemonte (nel giardino del Castello) e il noce del Caucaso (davanti alla chiesa parrocchiale).
- Le querce gemelle (farnia e scarlatta), Parco di Monza, Lombardia. 600 centimetri di diametro e più di 26 metri di altezza, si trovano nel parco di Villa Reale, portate all'inizio dell’Ottocento dall’America dal Viceré d’Italia Eugenio di Beauharnais, che gestì il parco per conto di Napoleone Bonaparte.
- Platano di Napoleone ad Alessandria, che la tradizione vuole sia stato piantato nel 1800 da Napoleone per onorare i circa 2.000 soldati morti il giorno della battaglia di Marengo.
- Quercia delle streghe, Parco di Villa Carrara, San Martino in Colle in provincia di Lucca. Un Quercus pubescens di circa 600 anni con rami di 40 metri che cadono verso terra. È stata ribattezzata Quercia di Pinocchio verso la fine del secolo, per via del fatto che Carlo Collodi passava da bambino le vacanze (l'albero viene citato nel suo libro Le avventure di Pinocchio). Con la collaborazione del WWF, il Comune di Capannori ha ottenuto l'inserimento nell’elenco dei beni paesaggistici della regione Toscana.
- L’ulivo dei Trenta Zoccoli, Pian del Quercione, Massarosa. Ha una circonferenza di 10,6 metri, un fusto scavato all’interno a forma di ferro di cavallo e un'età stimata tra 800 e 1.500 anni. Lo scrittore George Christoph Martini ne parlò per la prima volta nel suo Viaggio in Toscana (1725-1745).
- Quercia millenaria del Cancellone[11], Villa Falconieri, Frascati. Chiamata in questo modo per il suo enorme ramo che attraversava il vano del cancello della villa, ramo che in seguito fu tagliato.
- L'Ulivo di Villa (Olea europaea), Castiglione del Lago (provincia di Perugia). Con un tronco della circonferenza di 12 metri, secondo diverse stime è stato piantato intorno al V secolo a.C.
- Platano di Curinga (Platanus orientalis), Monte Carmelo (accanto all’Eremo di Sant’Elia in Curinga, provincia di Catanzaro). Ha una circonferenza del tronco di 20 metri.
- I giganti di Fallistro o I giganti della Sila, più di 50 esemplari di pino nero calabro (Pinus nigra calabrica).
- Ulivo secolare, nei pressi del Tempio di Giunone, nella Valle dei Templi (Agrigento).
- Castagno dei Cento Cavalli (Lu castagnu di li Centu Cavaddi), Parco dell’Etna, Comune di Sant’Alfio (provincia di Catania). Chiamato così via della leggenda che sotto le sue chiome, cento cavalieri di Giovanna D’Aragona trovarono riparo durante un temporale. Secondo gli studi del botanico torinese Bruno Peyronel dell'Università di Torino l'albero dovrebbe avere più di 2000 anni.[12].
- Vari esemplari di Ficus macrophylla tra i quali il Ficus del museo Bicknell a Bordighera, il Ficus del Giardino Garibaldi e il Ficus dell’Orto Botanico a Palermo

### Alberi più alti
Segue una lista degli alberi più alti aggiornata al 9 maggio 2022:
| Pos. | Albero                                | Città                         | Altezza (m) |
| ---- | ------------------------------------- | ----------------------------- | ----------- |
| 1    | Platano di Villa Erba                 | Cernobbio                     | 59          |
| 2    | Sequoia gigante sulla strada del vino | Appiano sulla Strada del Vino | 58          |
| 3    | Abete di Douglas                      | Lago di Meugliano             | 56          |

### Alberi più grandi
Segue una lista degli alberi più grandi aggiornata al 9 maggio 2022:
| Pos. | Albero                  | Città   | Circonferenza (m) |
| ---- | ----------------------- | ------- | ----------------- |
| 1    | Fico di Villa Garibaldi | Palermo | 36                |
| 1    | Fico di Villa Niscemi   | Palermo | 36                |
| 2    | Fico dello Zen          | Palermo | 34                |
| 3    | Fico di Villa Tasca     | Palermo | 27,30             |

### Alberi più vecchi
Segue una lista degli alberi più longevi aggiornata al 9 maggio 2022:
| Pos. | Albero    | Città                 | Anni      |
| ---- | --------- | --------------------- | --------- |
| 1    | Olivastro | Santu Baltolu         | 4000      |
| 2    | Castagno  | Nucifori Sant'Alfio   | 3000/4000 |
| 3    | Acero     | Bosco Tassita Caronia | 700       |

### Alberi più diffusi
Segue una lista delle specie di alberi più diffusi aggiornata al 9 maggio 2022:
| Pos. | Albero         | Esemplari |
| ---- | -------------- | --------- |
| 1    | Roverella      | 580       |
| 2    | Leccio         | 180       |
| 3    | Platano comune | 150       |

### Monumento verde
Un monumento verde è un albero monumentale ritenuto "di particolare interesse pubblico", con apposito decreto del MiBACT in qualità di bene culturale notificato, e pertanto sottoposto a particolare tutela dal Ministero stesso, proprio come un bene immobile o artistico.
Il primo monumento verde d'Italia è stato, nel giugno 2017, la quercia delle Checche.